# T2M Motorsport
T2M Motorsport est écurie de sport automobile japonaise, fondée en 2003 par Ietoshi Kaneko. Elle participe notamment aux 24 Heures du Mans à quatre reprises, entre 2003 et 2007. En parallèle, l'écurie dispute plusieurs courses de Le Mans Series.

## Histoire
L'écurie est créée en 2003 par Ietoshi Kaneko et Martin Stessl. L'origine du nom provient de la société de production de modèle réduit T2M.
Lors de la première année, une Porsche 911 GT3 RS (996) achetée à Freisinger Motorsport est engagée aux 12 Heures de Sebring. Pilotée par Georges Forgeois, Howard Vance et Derek Clark, la voiture abandonne vingt minutes avant l'abaissement du drapeau à damier, sur bris de suspension, à la suite d'un accrochage avec l'une des Audi R8.
La même année, le dossier de candidature ayant été retenue par l'Automobile Club de l'Ouest (ACO), l'écurie dispute les 24 Heures du Mans pour la première fois. Pour Ietoshi Kaneko, c'est une grande satisfaction : « Nous sommes vraiment reconnaissants envers l'ACO de nous avoir retenu pour disputer cette épreuve. Cela prouve qu’ils reconnaissent notre sérieux et notre envie de réussir, mais cela prouve aussi qu’au Mans il y a encore de la place pour les écuries privées. C’est aussi ça l'esprit des 24 Heures du Mans ». La Porsche pilotée par Vanina Ickx, Patrick Bourdais et Roland Bervillé, franchit la ligne d'arrivée au vingt-huitième rang du classement général.
2007, 
En 2007, l'écurie passe à la catégorie LMP2, avec l'engagement d'une Dome S101.5 aux 24 Heures du Mans. En mai, avant de disputer les 24 Heures du Mans, l'équipe se rend à Alès pour effectuer une séance d'essais avec la Dome. En course, l'équipage composé de Yutaka Yamagishi, Robin Longechal et Yōjirō Terada est contraint à l'abandon.